# Nederland, Texas
Nederland là một thành phố thuộc quận Jefferson, tiểu bang Texas, Hoa Kỳ. Năm 2010, dân số của xã này là 17547 người.

## Dân số
- Dân số năm 2000: 17422 người.
- Dân số năm 2010: 17547 người.